# Петрозаводский ликёро-водочный завод «Петровский»
Петрозаво́дский ликёро-водочный завод «Петро́вский» (ПЛВЗ «Петровский») — старейшее российское предприятие по выпуску алкогольной продукции, действующее в Петрозаводске с 1897 года.

## Общие сведения
Предприятие начало выпуск продукции в 1897 году после введения государственной винной монополии (1894). Предприятие открылось в здании в центральной части Петрозаводска на Владимирской улице. Один из первых казённых (государственных) винных заводов Российской империи. Выпускались водки различной степени очистки.
С введением в 1914 году сухого закона в период Первой мировой войны завод был закрыт. Возобновил работу как спирто-водочный в 1925 году.
В 1927 году, после проведённой реконструкции, были увеличены объёмы и ассортимент производства. С 1937 года завод выпускал 26 наименований водки, настоек, ликёров и наливок.
С началом Советско-финской войны (1941—1944), в августе 1941 года оборудование завода было эвакуировано в город Онега Архангельской области.
В послевоенные годы завод начал работу в производственных корпусах на улице Ригачина. На предприятии дополнительно был освоен выпуск плодово-ягодных вин, безалкогольных напитков, в том числе кваса.
В 1974 году продукции завода был присвоен государственный «Знак качества СССР».
В 1988 году завод вошёл в объединение «Петровское». Годовой объём производства составлял более 12 млн литров.
С декабря 2000 года завод является филиалом ФГУП «Росспиртпром», с 2008 года — филиал ОАО «Росспиртпром».
С 2017 года принадлежит ООО «Алковорлд».
Ассортимент выпускаемой продукции включает водки («Корела», «Петровская гавань», «Душа Карелии на марциальной воде»), наливки («Морошка» и др.), джины и биттеры (в том числе, признанный одним из символов Карелии —  «Карельский бальзам»).